# Sarah Jackson (artista)
Sarah Jeanette Sherman Jackson (Detroit, 13 novembre 1924 – Halifax, 18 maggio 2004) è stata un'artista canadese.
Ha lungamente sperimentato l'applicazione delle nuove tecnologie in campo artistico e si è distinta come una delle più importanti esponenti della Digital Art del XX secolo.

## Biografia
Figlia di emigrati polacchi stabilitisi a Detroit, studia presso la Wayne University di Detroit ottenendo un diploma in studi umanistici. Fin dagli anni dell'Università sviluppa interesse per la musica, la danza e la poesia: l'incontro a New York con il poeta inglese Wystan Hugh Auden è determinante, in quanto è lui che la incoraggia ad indirizzare la sua creatività verso l'arte figurativa.
Dopo la laurea conseguita nel 1948, discutendo una tesi su colore e struttura nella scultura primitiva e contemporanea, si trasferisce in Messico, dove insegna Scultura e Lingua Inglese al Mexico City College. Nel 1949 parte alla volta di Parigi, con una lettera di presentazione per Pablo Picasso. A Parigi Sarah Jackson incontra lo scultore Constantin Brâncuși e lo scrittore Henri-Pierre Roché (autore del romanzo Jules and Jim) che la aiuta ad organizzare la sua prima grande mostra di sculture in gesso al “Salon des Réalités Nouvelles”.

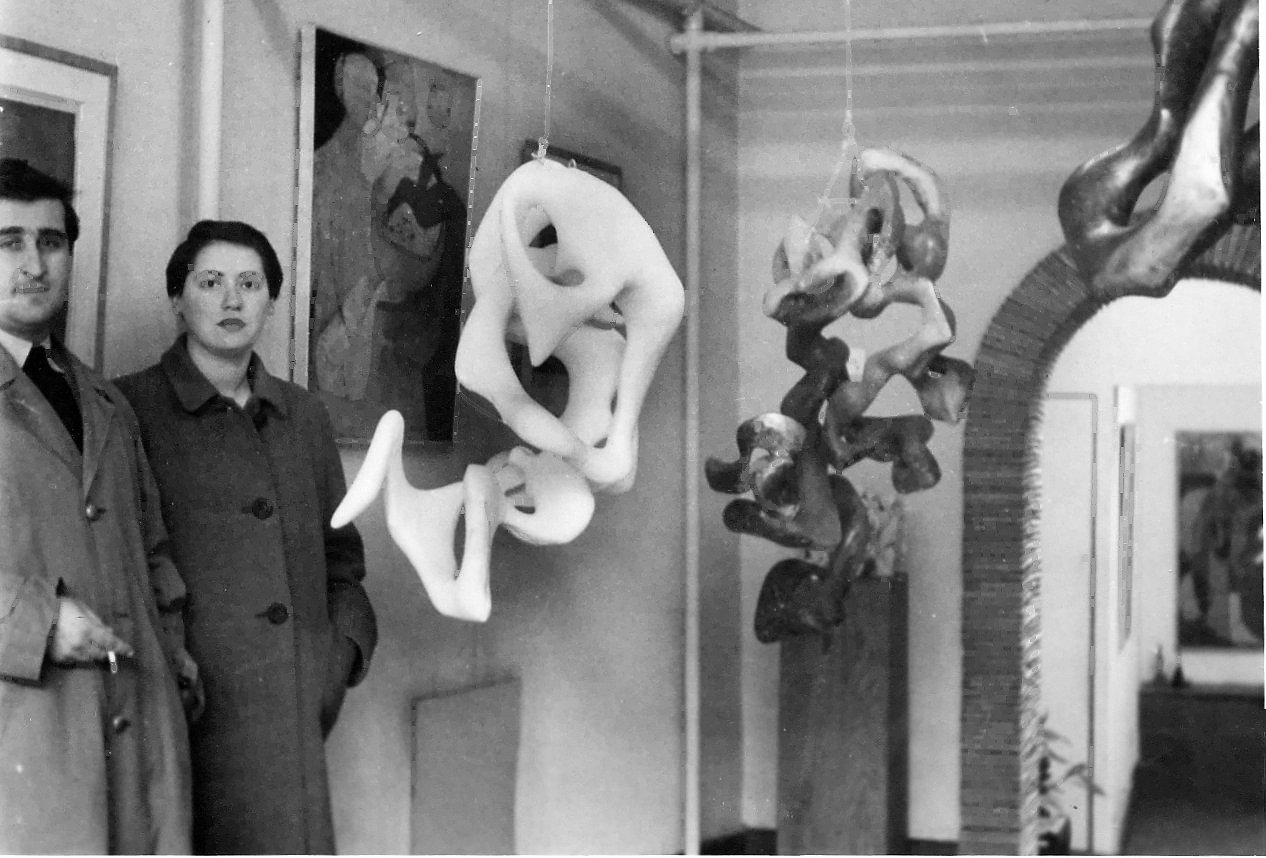
Sarah Jackson e Emilio Scanavino a Londra, 1951

Dopo il matrimonio con l'architetto Anthony Jackson, la coppia parte alla volta di Londra, dove nel 1951 Sarah Jackson espone le sue sculture in una mostra personale di grande successo presso la "Apollinaire Gallery". Ed è ancora a Londra che lo scultore Henry Moore le spiega l'importanza della forma in una vera e propria lezione personale.
Nel 1956 le sue opere e quelle del marito sono esposte, unitamente alle opere dell'artista Emilio Scanavino, nella mostra This is Tomorrow alla Whitechapel Art Gallery. Nello stesso anno Sarah e Anthony Jackson si trasferiscono in Canada: dal 1956 Sarah continua a creare figure astratte sperimentando i mezzi espressivi offerti dalla pittura e dal disegno oltre che dalla scultura.
Alla fine degli anni '50 comincia a modellare con la cera figure di persone, animali e piante in movimento per poi trasformarle in sculture in bronzo attraverso una fonderia di New York, specializzata nella realizzazione di opere artistiche. Determinante nel 1961 è l'incontro con il multimilionario collezionista americano Joseph. H. Hirshhorn, il quale acquista numerosi disegni e sculture della Jackson, che fanno oggi parte della collezione del Hirshhorn Museum and Sculpture Garden di Washington.
Agli inizi degli anni '60 la coppia si stabilisce definitivamente ad Halifax, dove Anthony ricopre l'incarico di professore al Nova Scotia Technical College (oggi dipartimento della Dalhousie University) e dove Sarah sarà nominata "artist in residence" dal 1978 al 1989. Sempre alla ricerca di quanto le nuove tecnologie possono offrire al suo desiderio di sperimentazione, a partire dal 1975 comincia a creare opere in bianco e nero e poi a colori attraverso una fotocopiatrice che le permette di spostare e modellare le forme in una fusione armonica e dinamica.
Proprio a metà degli anni '70 Sarah Jackson viene riconosciuta pioniera della copy art a livello internazionale. Oltre a diventare la promotrice di numerose mostre di copy art in Canada e negli U.S.A. , organizza diverse mostre di mail art, spinta dalla convinzione che la mail art possa essere un ideale e democratico mezzo di scambio e contatto tra gli artisti e il pubblico. Sempre negli anni '70 continuano le sue sperimentazioni con la scultura e crea numerose opere in schiuma di poliuretano. A partire dagli anni '90 fino al 2004 (anno della morte), l'artista si dedica esclusivamente all'arte attraverso il computer, creando immagini digitali con un programma di arte grafica: Sarah Jackson diventa così in breve tempo una delle più interessanti e innovative artiste della digital art del nuovo millennio.
In Italia è stata invitata ad esporre a Pisa alla prima e seconda edizione del Mini-Graphic & Painting World-Wide Show (1999 e 2000) e ha partecipato alle due mostre di mail art organizzate presso la scuola media Giuseppe Perotti di Torino (1987 e 1990), collaborando attivamente con Lidia Chiarelli e con la scrittrice inglese Aeronwy Thomas al progetto di Immagine & Poesia progetto che si è in seguito sviluppato nel grande movimento artistico letterario oggi diffuso a livello internazionale.

## Galleria d'immagini

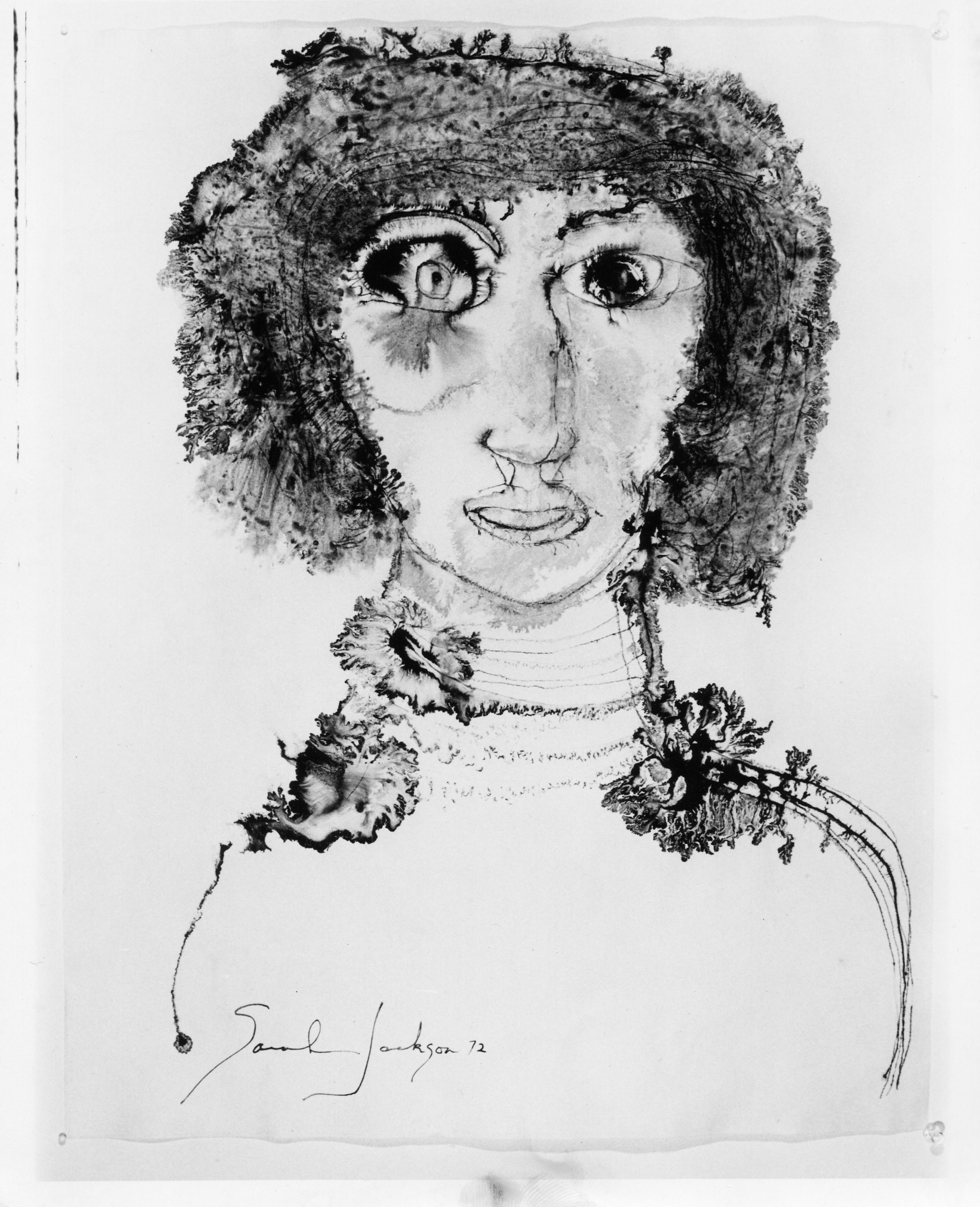
Woman, 1972
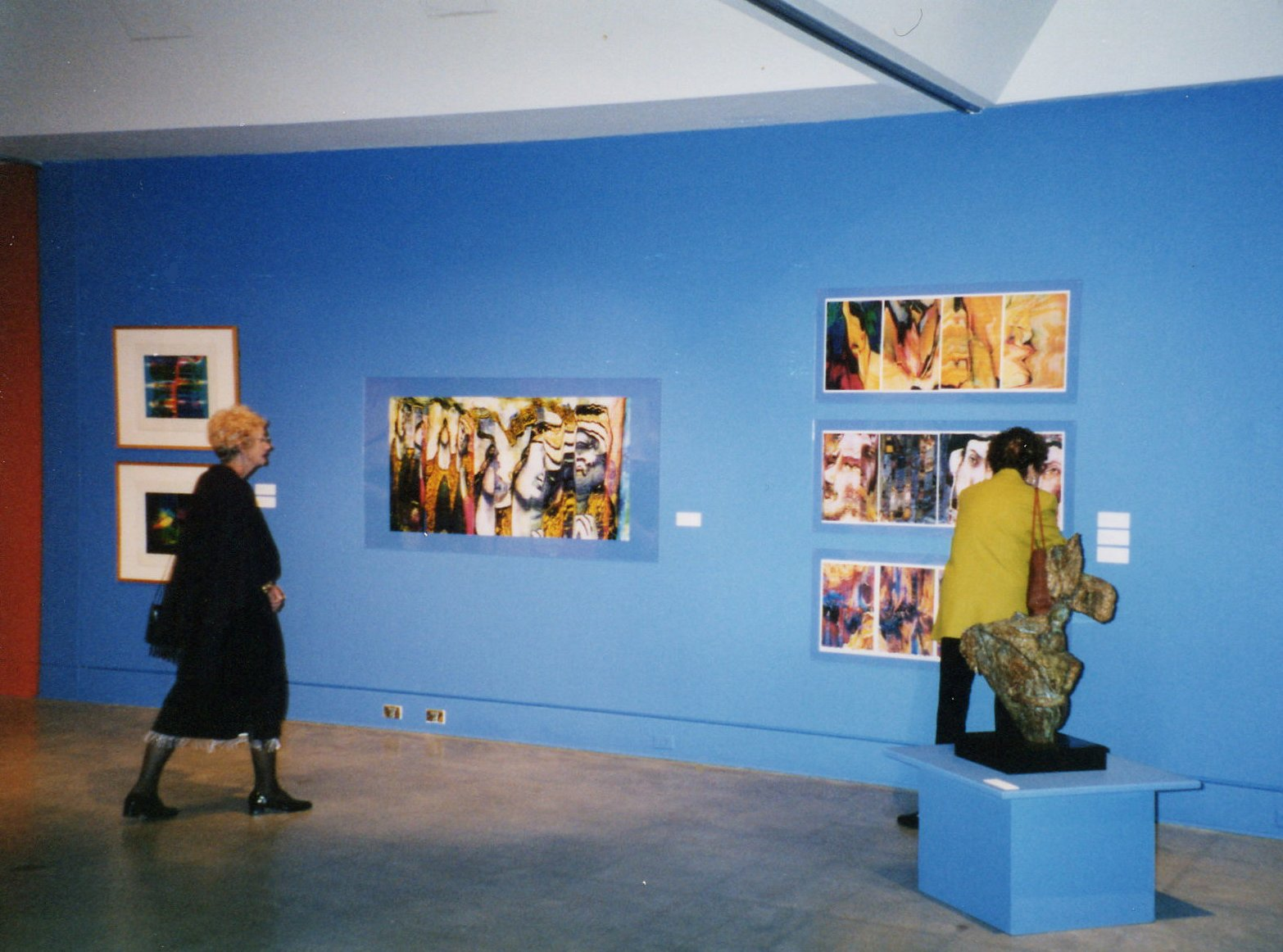
Copier art at 2001 retrospective exhibition

## Premi
- Award of excellence, Art Museum Association of America, 1985
- Grant, Nova Scotia Government, 1990

## Mostre collettive e personali (selezione)
- Salon des Réalités nouvelles, Musée des Beaux Arts, Parigi, 1949
- Solo show, Apollinaire Gallery, Londra, 1951
- London group, New Burlington Galleries, Londra, 1952
- This is Tomorrow, Whitechapel Art Gallery, Londra, 1956
- Solo show, Here and Now Gallery, Toronto, 1959
- Sarah Jackson and Marion Scott, Montreal Museum of Fine Arts, Montreal, Quebec, 1960
- Sculpture 60, Sculpture Society of Canada, Montreal, Quebec
- Solo show, Dalhousie University Art Gallery, Halifax, Nova Scotia, 1964
- Confrontation 67, Quebec Sculptors Association, Place des Arts, Montreal, Quebec, 1967
- Solo show, Xerographic Art, Galerie Scollard, Toronto, Ontario, 1976
- Copie-Art, Motivation V, Montreal, Quebec, 1981
- International Mail/Copier Art Exhibition, Technical University of Nova Scotia, Halifax, 1985
- The book as Art, National Museum of Women in the Arts, Washington, DC, 1987
- International Exhibition of Visual Poetry of Sao Paulo, Brazil, 1988
- Group A-Z, Vasarely Museum, Budapest, Hungary, 1991
- MIDE Collection, Eden Court Gallery, Inverness, Scotland, 1993
- Copy art Show, XeroX Parc, Palo Alto, California, 1993
- First Biennale Art Electro-Images, Berlin, Germany, 1994
- International Copy Art Expo, Gallery Artbeam, Seul, South Korea, 1995
- Copy Book Art, Maerz Gallery, Linz, Austria, 1996
- ComputerKunst '98, Gladbeck, Saalack, Dresden, Germany, 1998
- Pisa '99, Pisa 2000, Mini graphic& Painting: International Biennial, Pisa, 1999, 2000
- Nobel Peace Project, Upland Studio, Nobel, Ontario, 2000
- 1/2000, Collège Jacques Cartier, Chauny, France, 2000